# Comanche 3
Comanche 3 ist eine Helikopter-Flugsimulation, die von NovaLogic entwickelt und von Electronic Arts vertrieben wurde. Sie erschien erstmals 1997 für MS-DOS und stellt den dritten Teil der Computerspielreihe Comanche dar. Mit Comanche 4 existiert ein direkter Nachfolger.
Mit Comanche Gold erschien am 27. Mai 1998 eine Fassung für Windows 95, die neue Kampagnen, verbesserte Grafik und einen Missionseditor enthielt.

## Entwicklung
Die Steuerung wurde überarbeitet und ist nun im Vergleich zu den Vorgängerspielen komplexer und stärker an der Avionik eines Kampfhelikopters angelehnt, wobei sich Flughilfen zuschalten lassen. Zudem wurden unterschiedliche Tageszeiten und dynamische Wolkenformationen simuliert. Erstmals wurden Objekte in der Landschaft dreidimensional dargestellt.
Für die Goldfassung wurden sechs Missionen von erfahrenen Piloten der U.S. Army entworfen. Bei ihnen steht der Simulationsaspekt stärker im Vordergrund. Die Briefings nutzen Fachsprache. Für den Boeing-Sikorsky RAH-66 Comanche wurde eine realistische Bewaffnung verwendet und die Anzahl der Gegner erheblich reduziert, wobei sich die Gegner gegenseitig decken. Zudem wurden in der Goldversion bestehende Missionen grafisch überarbeitet und mit Wettereffekten versehen. Das Spiel verwendet zudem die MMX-Prozessorbefehlssatzerweiterung.

## Rezeption
Es stelle sich die gleiche Faszination wie schon bei Comanche: Operation White Lightning erneut ein. Der Spieler entwickele ein Gefühl für das Terrain bei ausreichendem Spieltempo, das sich taktisch gut nutzen lassen, um ungesehen, in die Nähe des Einsatzziels zu gelangen. Der Schwierigkeitsgrad steige nach der ersten Kampagne sehr stark an. Wie bei den Vorgängern auch sei der Action-Anteil hoch, obwohl das Flugverhalten realistischer geworden sei. Die Steuerung sei sehr stark einstellbar. Die Missionen seien komplex, abwechslungsreich und durch den Funkverkehr mitreißend. Sie gehören im Simulationsbereich zum Besten seiner Zeit. Die Anforderungen an die Hardware seien hoch, dafür würde eine detaillierte Grafik geboten.
Die 40 Missionen der Goldfassungen böten gewohnt hohe Qualität, unterscheiden sich aber von den ursprünglichen durch einen höheren Schwierigkeitsgrad.

### Auszeichnungen
Von Power Play wurde Comanche 3 zum Flugsimulator des Jahres 1997 erkoren. In einer Umfrage ermittelte PC Games, das Comanche seiner Zeit unter den Lesern die beliebteste Helikoptersimulation war.